# Noel McLoughlin (Sänger)
Noel McLoughlin (* 1955 in Limerick) ist ein irischer Musiker und Interpret traditioneller besonders irischer oder schottischer Folk Music.

## Leben
Noel McLoughlin wurde 1955 in Limerick im Südwesten Irlands geboren. Er begann mit 15 Jahren Gitarre zu spielen. Beeinflusst wurde er von Bands wie den Johnstons, Planxty, De Dannan und anderen. Er spielte in den 1970er Jahren in unterschiedlichen Musikgruppen, unter anderem bei Cromlach und Celtic Tradition. Als Solosänger für Irish-Folk-Songs tourte er durch Europa und die USA. In Irland sang er bei seinen Tourneen besonders Lieder der 1960er und 1970er Jahre sowie Irish Folk und irische Balladen. Er trat in irischen Radio- und Fernsehshows auf und brachte mehrere Singles heraus. Seit 1988 veröffentlichte er vier reine Soloalben mit irischer und schottischer Folklore Musik sowie weitere Alben. Sein Erfolg basiert auf seiner eindrucksvollen, sanften Stimme und seiner Gitarrenmusik, die besonders das Publikum seiner Live-Konzerte begeistert.

## Alben
- 20 Best of Ireland (Im November 2001 wurde Noel McLoughlin mit einer Goldenen Schallplatte in Anerkennung für sein meistverkauftes Album ausgezeichnet.)[2]
- 20 Best of Scotland.[3]
- Best of Ireland.[4]
- Christmas & Winter Songs from Ireland.[5]
- FAMOUS IRISH BALLADS (No Matter Where I Wander…)[6]
- Ireland The Songs – Vol. 1 & Vol. 2.[7]

Gemeinschaftsproduktionen mit anderen Interpreten
- Celtic Tradition: I Have Waited Many A Night And Day.[8] (1984).
- Ireland The Music.[9]
- Late Starters in Love.[10]
- Live![11]
- From Clare to Here.[12]
- Home Away From Home.[13]
- Festival of Irish Musik Vol I und Vol II. (gemeinsam mit den Dubliners, Tara und Golden Bough).